# Cmentarz żydowski w Bieniowcach
Cmentarz żydowski w Bieniowcach – nekropolia położona we wsi Bieniowce, około 60 metrów na południe od drogi Nowy Dwór - Dąbrowa Białostocka. Położona jest na wzgórzu, graniczy z polami uprawnymi i lasem. Na terenie kirkutu zachowało się około 100 macew.